# إدواردو فولي
إدواردو فولي (بالإسبانية: Eduardo Folle)‏ مواليد 28 أبريل 1922 في مونتفيدو - الوفاة 2 أغسطس 1994، هو لاعب كرة سلة أوروغوياني. مثّل منتخب بلاده. شارك في دورة الألعاب الأولمبية الصيفية سنة 1948.

## روابط خارجية
- إدواردو فولي على موقع الاتحاد الدولي لكرة السلة (الإنجليزية)
- إدواردو فولي على موقع سبورتس رفرنس (الإنجليزية)
- إدواردو فولي على موقع أوليمبيديا (الإنجليزية)